# Dipterocome
Dipterocome là một chi thực vật có hoa trong họ Cúc (Asteraceae).

## Loài
Chi Dipterocome gồm các loài: